# Nadia Kongsted
Nadia Kongsted (født 14. august 1995 i Egedal) er en dansk håndboldspiller, der fram til 2019-20 sæsonen spillede for for Ajax København Håndbold.

## Meritter
Nykøbing Falster Håndboldklub
- Dameligaen 2016-17:  Guld